# 国鉄レム1形貨車
国鉄レム1形貨車（こくてつレム1がたかしゃ）は、1957年（昭和32年）および1958年（昭和33年）に300両が新製された日本国有鉄道（国鉄）の冷蔵車である。
本形式を改造した長物車であるチ1形（2代目）についても記述する。

## 概要
日本では、冷蔵車は主に鮮魚輸送に用いられてきた。このため豊漁期になると車両の需要が急増する一方で、不漁期になると需要があまりなくなる、繁閑の差の激しい貨車であった。また輸送方向が漁港から大都市へ向けてのほぼ片道輸送となっている点も特徴であった。冷蔵車は、戦後急速に増備が進められても、なおそれ以上の鮮魚輸送需要の増加で不足していたが、通常の有蓋車に比べて高価な車両であることもあり、採算性を考慮すると安易に増備することができなかった。そこで有蓋車と兼用することのできる車両を開発することになった。これが本形式である。
全長8,200mm、全幅2,738mm、全高3,655mm、荷重14tで、この荷重は丙線に入線できる規格に軸重を抑えるために、この頃の通常の有蓋車より1t減少させたものであった。断熱材はレ12000形などと同じアルセルボードであるが、兼用の都合上、天井100mm、その他60mmと薄くなっていた。また、それまでの冷蔵車では気密保持の関係上　扉は必ず開き戸になっていたが、この車両では引き戸にした。これは、有蓋車として使用した時に高い荷役ホームに入線すると、開き戸を開けられなくなる可能性があるためである。扉には引き戸でも気密性を保つ工夫が施されていた。さらに有蓋車として使用した時には通風をよくするために車端部に通風孔があり、車内からハンドル操作で開閉することができた。また、走行装置は製造当初から2段リンク式で、最高速度は75km/hである。
製造は1957年度140両、1958年度に160両で、製造所はレム1 - レム190が富士車輌、レム191 - レム300が輸送機工業である
登場した当初は冷蔵車が不足していたこともあり盛んに用いられたが、やはり兼用車であるがゆえの保冷性の不足は問題が大きかった。特に引き戸の気密構造はうまくいかなかったようである。次第に荷主から敬遠されるようになり、冷蔵車としては失敗に終わった。

## チ1形（2代目）への改造
冷蔵車として失敗に終わったレム1形は、1959年（昭和34年）度から車両改造計画の対象となり、老朽化の進んでいた長物車チ500形、チサ1600形などの取り換え用として、チ1形（2代目）に改造されることになった。
当時残存していた全車を対象に、1968年（昭和43年）に150両（チ1 - チ150）、1969年（昭和44年）に146両（チ151 - チ296）の合計296両が土崎工場及び大宮工場にて改造された。新旧番号の対照は全く順不同である。
改造に際しては、台枠を残して車体を撤去した他、台枠上面に荷摺木を追加したが、柵柱の設備はされなかった。全長8,200mm・自重7.6t・荷重10tであり、主にレールや木材、電柱、土管といった貨物を載せた他、長尺物輸送時の遊車としても使われた。換算両数は、積車1.4、空車0.8である。
本形式は、1986年度までに全廃され、JRに引き継がれたものはない。